# Megumi Tachikawa
Megumi Tachikawa (立川 恵 Tachikawa Megumi?) es una mangaka japonesa, conocida por el manga Kaitou Saint Tail, también adaptado a serie de anime . Hizo su debut en 1992 con el manga 16-sai no Tiara, el cual estuvo nominado para el premio 'New Face' de ese año.

## Trabajos
- The Wildcat Constellation (one-shot)
- 16-sai no Tiara (16歳のティアラ) (one-shot)
- Asagao no Portrait (one-shot)
- Haru wo Yobu Orugoru (one-shot)
- Kujira ga Tonda Hi (one-shot)
- Hi~ Fu~ Mi~ (one-shot)
- Manatsu ni Just Meet (one-shot)
- Hot Thyphoon (熱烈台風娘)
- Yumekui Annainin (夢食案内人)
- Kaitou Saint Tail (怪盗セイント・テール)
- Dream Saga (夢幻伝説 タカマガハラ)
- Cyber Idol Mink(電脳少女☆Mink Dennō Shōjo)
- Delivery Boy ~ Densetsu no House Keeper